# Santa Gadea del Cid
Santa Gadea del Cid község Spanyolországban, Burgos tartományban. Santa Gadea del Cid Miranda de Ebro, Bugedo, Ameyugo, Encío, Pancorbo, Bozoó, Valdegovía/Gaubea és Lantaron községekkel határos. Lakosainak száma 161 fő (2024).

## Népesség
A település népessége az utóbbi években az alábbiak szerint változott:
| Lakosok száma | 185  | 174  | 170  | 156  | 161  | 158  | 150  | 148  | 152  | 161  |
|               | 2001 | 2004 | 2006 | 2009 | 2011 | 2014 | 2016 | 2019 | 2021 | 2024 |